# Minotaur V

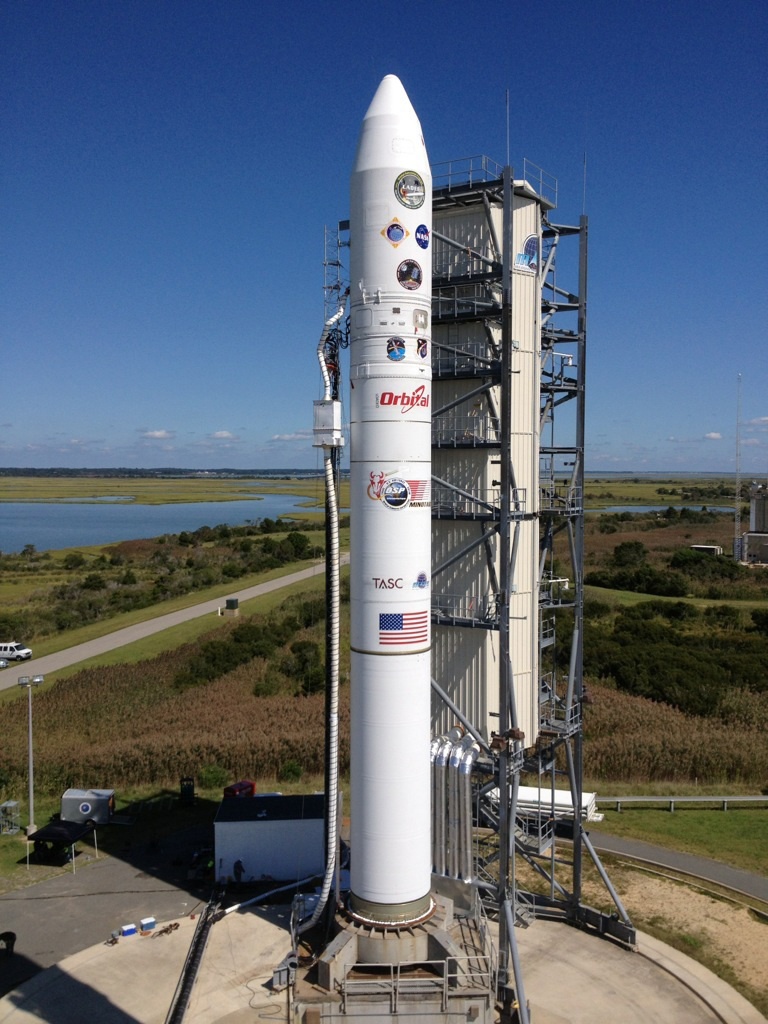

El Minotaur V es un sistema de lanzamiento desechable estadounidense derivado del Minotaur IV, en sí un derivado del misil balístico intercontinental LGM-118 Peacekeeper. Forma parte de la serie de cohetes Minotaur. Fue desarrollado por Orbital Sciences Corporation, e hizo su primer vuelo el 7 de septiembre de 2013 que llevó la nave espacial LADEE para la NASA.

## Historial de lanzamientos
El lanzamiento inicial del Minotaur V se produjo el 7 de septiembre de 2013 a las 03:27 GMT desde la plataforma de lanzamiento en el Puerto Espacial 0B regional del Atlántico Medio en Virginia. La carga útil para el vuelo inaugural fue la nave espacial de ciencia para la exoatmosfera lunar LADEE.  Si bien ahora separado de la nave espacial LADEE, tanto la cuarta y quinta etapa del Minotaur V llegaron a la órbita, y ahora son satélites abandonados en órbita terrestre.